# INCAE Business School
L'INCAE Business School è una scuola di economia e commercio situata in America Latina. Attualmente ha due campus: il Francisco de Sola in Nicaragua e il Walter Kissling Gam in Costa Rica. È riconosciuta come una delle migliori scuole di Economia e Commercio.

## INCAE Business School
Nel 1964 con l'appoggio del governo degli Stati Uniti e dei paesi dell'America Centrale, si è fondata questa istituzione, molto legata alla Harvard Business School, avendo quest'ultima partecipato alla sua fondazione. Il primo dei due campus che si è istituito è stato il campus Francisco de Sola a Managua, Nicaragua nel 1964, seguito dal campus Walter Kissling Gam ad Alajuela, in Costa Rica nel 1984.

## Storia
Il Nicaragua è stato eletto come paese per albergare il campus dell'INCAE che si è inaugurato a Montefresco. Il sito di settanta ettari, è stato comprato con fondi ottenuti mediante donazioni del settore privato e dei diversi governi dell'America Centrale, grazie a una campagna capeggiata dal Comitato Nazionale dell'INCAE in Nicaragua. L'infrastruttura del campus è stata costruita con un prestito concesso dalla Banca Centroamericana dell'Integrazione Economica (BCIE), con finanziamento dell'USAID. Le prime quindici classi dell'MBA dell'INCAE hanno concluso i loro studi in Nicaragua.
Nel 1983, l'INCAE ha deciso di muovere il suo programma MBA in Costa Rica e ha installato il suo secondo campus nel Racket Club d'Alajuela alla Garita d'Alajuela, a circa 35 km ad ovest da San José. La decisione di spostare il Programma MBA è stata difficile, ma per le condizioni sempre più difficili degli anni 80 in Nicaragua, soprattutto per il razionamento dei beni e per l'inflazione della moneta, stava spingendo i partecipanti d'altri paesi a diventare sempre più reticenti a trasferirsi in Nicaragua a studiare. Dovuto a questo, la misura è stata inevitabile.
Prima di radicarsi in Costa Rica, si sono valutati altri siti in Panamá, Guatemala e Honduras. Si è poi scelta la Costa Rica per la sua storia di governi stabili e per aver già un'infrastruttura esistente. Nel 1983, la 16ª classe dell'INCAE, dopo aver completato il suo primo anno in Nicaragua, ha finito gli studi del secondo anno al campus d'Alajuela, in Costa Rica. Dopo il 1983, il campus situato a Montefresco si è usato per dare seminari e il Programma d'Amministrazione Funzionale (PAF). Nel 1996, l'INCAE ha reinstallato il programma del MBA a tempo completo in Nicaragua, sotto la modalità del MBA Intensivo. Nel 2000, l'INCAE ha nominato il campus di Nicaragua come sede permanente del suo programma di MBA Dirigenziale.

## Accreditazioni e associazioni
L'INCAE Business School è accreditato dalla SACS (Southern Association of Colleges and Schools) negli Stati Uniti per rilasciare il titolo di Master, è anche accreditato dall'EQUIS (European Quality Improvement System) e dalla AACSB (Asociación de Advance Collegiate Schools of Business).
L'INCAE è una di sole otto scuole di economica e commercio fuori dell'America Settentrionale, che è stata accreditate dalla AACSB. Nel 1994, è stata la prima scuola di economia e commercio ad essere accreditata da SACS fuori dal Nord America. 
L'INCAE è affiliato ad associazioni di scuole di economia e commercio, tali come: AACSB International (Association to Advance Collegiate Schools of Business), NASPAA (National Association of Schools of Public Affairs and Administration), e la Business Association of Latin American Studies (BALAS). Inoltre, l'INCAE è membro del Consiglio Latinoamericano di Scuole d'Amministrazione (CLADEA).

## Facoltà
In 2009, INCAE had 42 faculty members, che dava lezioni nel Programma MBA e nei programmi d'educazione dirigenziale. Il 92% del professorato ha il titolo di dottore. La relazione studenti-professori dell'INCAE è di 6:1. L'INCAE richiede anche ai suoi membri della facoltà di avere un contatto diretto con il settore imprenditoriale, per fare in modo che il materiale presentato nell'aula sia aggiornato e pertinente. I professori lo realizzano facendo lavori di consulenza, in più le investigazioni vengono pubblicate in riviste scientifiche.